# Gewog di Samtenling
Il gewog di Samtenling è uno dei dodici raggruppamenti di villaggi del distretto di Sarpang, nella regione Meridionale, in Bhutan.